# Брајан Кристанте
Брајан Кристанте (итал. Bryan Cristante; Сан Вито ал Таљаменто, 3. март 1995) је италијански фудбалер, који наступа за Рому и италијански репрезентативац који игра на позицији дефанзивног везног играча.

## Клупска каријера
Први Кристантеов клуб била је Ливентина Горгензе, одакле је 2009. прешао у Милан, где је у млађим категоријама брзо постао један од носилаца тима.

### Милан
Дебитовао је за Милан 6. децембра 2011. године, на утакмици Лиге шампиона, против Викторија Плзења, када је ушао као замена и са 16 година и 9 месеци постао најмлађи фудбалер који је представљао клуб у овом такмичењу.
2013. године, доказао је свој потенцијал, када је био један од најбољих играча на чувеном турниру у Вијаређу, где је Милан дошао до финала, а Кристанте је проглашен за најбољег играча турнира. Убрзо након тога потписао је први професионални уговор са Миланом, до 2018. године.
У сезони 2013/14 уврштен је у први тим. Први наступ у Серији А, скоро две године након дебитантског наступа у Лиги шампиона, дошао је тек у новембру 2013. године против Кјева. 6. јануара 2014. године постигао је свој први гол за Милан у победи над Аталантом (3:0). У сезони коју је Милан окончао на осмом месту, забележио је само 3 наступа.

### Бенфика
Пред почетак сезоне 2014/15 Кристанте је, у трансферу вредном 6 милиона евра, прешао у Бенфику, са којом је потписао петогодишњи уговор, због жеље за већом минутажом и са намером да не игра за други клуб у Серији А, како је навео Галијани. За нови клуб дебитовао је 12. септембра 2014. године у победи над Виторија Сетубалом (5:0). До краја сезоне, у којој је освојио титулу првака са клубом, одиграо је 15 утакмица у свим такмичењима и постигао је један гол.

### Палермо
У јануару 2016. године позајмљен је Палерму, са правом откупа за 6 милиона евра. Ипак, прелазак у Палермо се није показао као добар потез. Клуб се борио за опстанак, честе промене тренера, као и чињеница да председник клуба Цампарини није волео Кристантеа, допринели су томе да је до краја сезоне наступио на само 4 утакмице, на којима је одиграо укупно 93 минута.

### Пескара
Сезону 2016/17 почео је на новој позајмици, овај пут у новом прволигашу Пескари. У Пескари се задржао у првој половини сезоне где је забележио 18 наступа, са не баш великим успехом.

### Аталанта
У јануару 2017. Кристанте је прихватио да пређе на нову позајмицу, овај пут у Аталанту, која је имала право откупа за 4 милиона евра. Доведен као замена за Гаљардинија, Кристанте се брзо уклопио. Први гол за Аталанту постигао је већ 12. фебруара 2017. у победи од 3:1 на гостовању код свог бившег клуба Палерма. Кристанте је својим одличним играма, под тренером Гасперинијем помогао клубу да сезону 2016/17 заврши на четвртом месту, чиме се квалификовао за Лигу Европе.
И у следећој сезони Кристанте је наставио да игра сјајно. Из сезоне 2017/18 истичу се његови голови против Јувентуса, као и против свог бившег клуба Милана. 14. септембра 2017. године дебитовао је у Лиги Европе против Евертона, када је постигао један гол (3:0), а био је и двоструки стрелац у победи Аталанте на гостовању код истог клуба у новембру исте године (5:1).
Аталанта је на крају сезоне откупила Кристантеа од Бенфике, а његове партије нису остале незапажене, па су интересовање за везног играча показали великани попут Јувентуса, Интера и Роме.

### Рома
У јуну 2018. године позајмљен је Роми за 5 милиона евра, са клаузулом обавезног откупа за 15 милиона евра и још 10 милиона под одређеним условима. За Рому је дебитовао 19. августа 2018. године, у победи у гостима над Торином (1:0). 16. септембра 2018. године постигао је први гол за Рому, у ремију са Кјевом (2:2), а у тој сезони још је био стрелац против Каљарија, Ђенове и Парме. У фебруару 2019. Рома је откупила Кристантеа. У сезони коју је почела са Ди Франческом, а затим окончала са Ранијеријем, Рома је заузела пето место у првенству, док је такмичење у Лиги шампиона завршила у осмини финала, поразом од Порта.
У нову сезону, Кристанте и Рома су ушли са новим тренером Фонскеом. Први и једини гол у сезони био је онај против Сасуола, 15. септембра 2019. године (4:2). Клуб је сезону завршио на петом месту, а у Лиги Европе поразом од Севиље у осмини финала (0:2).
У сезони 2020/21, Рома је сезону завршила на седмом месту у првенству, а у европским такмичењима је стигла до полуфинала Лиге Европе, где их је чекао Манчестер Јунајтед. Након пораза од 6:2 у првој утакмици, Рома је славила у реваншу, као домаћин, са 3:2, а један од стрелаца био је Кристанте. 22. априла 2021. године постигао је свој једини гол у првенству у сезони, када је донео бод Роми против свог бившег клуба Аталанте (1:1). Због повреда играча у задњој линији, Фонсека је често током сезоне користио Кристантеа као центархалфа. У јануару 2020. године, потписао је нови уговор до 2024. године.
Следеће сезоне, са новим тренером Морињом, Рома је завршила као шеста у првенству. Кристанте је у сезони 2021/22 постигао два гола у првенству и то оба на утакмицама против Сасуола. У европским такмичењима Кристанте је са клубом стигао до првог европског финала, а након тога и до трофеја у Лиги конференција, када је Рома у финалу победила Фајенорд (1:0). Кристанте се у Лиги конференција једном уписао у стрелце и то на почетку сезоне против Трабзонспора, у реваншу квалификационог круга за групну фазу такмичења.
На отварању сезоне 2022/23 управо је погодак Кристантеа 14. августа 2022. године донео три бода Роми. Са клубом је поново стигао до финала европског такмичења, овог пута Лиге Европе, где је Рома након пенала поражена од Севиље. Сезону је завршио са 53 наступа за Рому, на којима је постигао један гол, а клуб је поново завршио сезону на шестом месту. У јуну 2023. године потписао је нови четворогодишњи уговор.
У првом делу сезоне 2023/24 Кристанте је био стрелац против Емполија (7:0) и Болоње (1:4). У фебруару 2024. године, Кристанте је подржао одлуку управе клуба о смени Мориња и постављању клупске легенде де Росија за тренера. 7. марта постигао је свој једини гол у европским такмичењима те сезоне и то на првој утакмици осмине финала Лиге Европе, када је Рома победила Брајтон (4:0). Његов трећи првенствени гол у надокнади времена донео је Роми 3 бода, на наставку утакмице против Удинезеа (2:1). Наиме, утакмица која је играна 14. априла 2024. године, прекинута је у 72. минуту, када је Ндика колабирао на терену, а настављена је 11 дана касније.

## Репрезентативна каријера
Играо је за млађе категорије Италије, иако је захваљујући двојном држављанству, могао да игра и за Канаду.
У октобру 2017. године дебитовао је за репрезентацију Италије, када је ушао као замена у ремију против Македоније.
Први гол за репрезентацију постигао је 7. октобра 2020. године, на пријатељској утакмици против Молдавије, коју је Италија добила са 6:0.
Селектор Манчини уврстио га је у састав Италије за европско првенство 2020. године, који је и освојио првенство. Улазио је као замена на свим утакмицама на првенству (против Турске, Швајцарске и Велса у групи, Аустрије у осмини финала и Белгије у четвртфиналу), осим у полуфиналу са Шпанијом, док је у финалу против Енглеске заиграо од 54. минута, када је заменио Барелу.
29. марта 2022. постигао је свој други гол за репрезентацију, опет на пријатељској утакмици и опет у победи Италије, овај пут против Турске (3:2).
Учествовао је и на следећем европском првенству 2024. године, под новим селектором Спалетијем. Ушао је са клупе на утакмицама у групној фази против Албаније и Шпаније, а био је стартер на утакмици осмине финала, када је Италија поразом од Швајцарске (2:0), завршила такмичење на првенству.

## Профил
Првенствено везни играч, Кристанте је у Аталанти доста играо као треквартиста, док је у Роми играо разне позиције од класичног везног играча, повученог плејмејкера до полукрила, а по потреби је играо и на позицији центархалфа.

## Приватни живот
Преко оца, поред италијанског, има и канадско држављанство.
Оженио се са Селеном, са којом има троје деце (близанкиње Викторију и Аурору и сина Лијама).

## Занимљивости
Име је добио по певачу Брајану Ферију, кога су слушали његови родитељи. Од музике слуша хип-хоп.
Фудбалски узор му је Френк Лампард. Од других спортова прати кошарку.

## Статистика каријере

### Клупска
Ажурирано 12. јула 2024. године
| Клуб                 | Сезона            | Лига              | Лига    | Лига   | Куп     | Куп    | Лига Куп | Лига Куп | Европа  | Европа | Укупно  | Укупно |
| Клуб                 | Сезона            | Такмичење         | Наступа | Голова | Наступа | Голова | Наступа  | Голова   | Наступа | Голова | Наступа | Голова |
| -------------------- | ----------------- | ----------------- | ------- | ------ | ------- | ------ | -------- | -------- | ------- | ------ | ------- | ------ |
| Милан                | 2011/12           | Серија А          | 0       | 0      | 0       | 0      | –        | –        | 1       | 0      | 1       | 0      |
| Милан                | 2012/13           | Серија А          | 0       | 0      | 0       | 0      | –        | –        | 0       | 0      | 0       | 0      |
| Милан                | 2013/14           | Серија А          | 3       | 1      | 1       | 0      | –        | –        | 0       | 0      | 4       | 1      |
| Милан                | Укупно            | Укупно            | 3       | 1      | 1       | 0      | –        | –        | 1       | 0      | 5       | 1      |
| Бенфика              | 2014/15           | Примеира          | 5       | 0      | 3       | 0      | 4        | 1        | 3       | 0      | 15      | 1      |
| Бенфика              | 2015/16           | Примеира          | 2       | 0      | 0       | 0      | 1        | 0        | 2       | 0      | 5       | 0      |
| Бенфика              | Укупно            | Укупно            | 30      | 6      | 1       | 0      | 5        | 1        | 5       | 0      | 20      | 1      |
| Палермо (позајмица)  | 2015/16           | Серија А          | 4       | 0      | 0       | 0      | –        | –        | –       | –      | 4       | 0      |
| Пескара (позајмица)  | 2016/17           | Серија А          | 16      | 0      | 2       | 0      | –        | –        | –       | –      | 15      | 0      |
| Аталанта (позајмица) | 2016/17           | Серија А          | 12      | 3      | –       | –      | –        | –        | –       | –      | 12      | 3      |
| Аталанта (позајмица) | 2017/18           | Серија А          | 36      | 9      | 3       | 0      | –        | –        | 8       | 3      | 47      | 12     |
| Аталанта (позајмица) | Укупно            | Укупно            | 29      | 1      | 10      | 2      | –        | –        | 8       | 3      | 59      | 15     |
| Рома (позајмица)     | 2018/19           | Серија А          | 35      | 4      | 2       | 0      | –        | –        | 7       | 0      | 44      | 4      |
| Рома                 | 2019/20           | Серија А          | 26      | 1      | 2       | 0      | –        | –        | 5       | 0      | 33      | 1      |
| Рома                 | 2020/21           | Серија А          | 34      | 1      | 1       | 0      | –        | –        | 13      | 1      | 48      | 2      |
| Рома                 | 2021/22           | Серија А          | 34      | 2      | 2       | 0      | –        | –        | 14      | 1      | 50      | 3      |
| Рома                 | 2022/23           | Серија А          | 36      | 1      | 2       | 0      | –        | –        | 15      | 0      | 53      | 1      |
| Рома                 | 2023/24           | Серија А          | 37      | 3      | 2       | 0      | –        | –        | 13      | 1      | 52      | 4      |
| Рома                 | Укупно            | Укупно            | 202     | 12     | 11      | 0      | –        | –        | 67      | 3      | 280     | 15     |
| Укупно у каријери    | Укупно у каријери | Укупно у каријери | 280     | 25     | 20      | 0      | 5        | 1        | 81      | 6      | 368     | 32     |

### Репрезентативна
Ажурирано 12. јула 2024. године
| Репрезентација | Година | Наступи | Голови |
| -------------- | ------ | ------- | ------ |
| Италија        | 2017   | 1       | 0      |
| Италија        | 2018   | 5       | 0      |
| Италија        | 2019   | 1       | 0      |
| Италија        | 2020   | 2       | 1      |
| Италија        | 2021   | 13      | 0      |
| Италија        | 2022   | 7       | 1      |
| Италија        | 2023   | 9       | 0      |
| Италија        | 2024   | 5       | 0      |
| Укупно         | Укупно | 43      | 2      |

## Трофеји

### Клупски
Бенфика
- Прва лига Португалије (2): 2014/15, 2015/16
- Лига куп Португалије (2): 2014/15, 2015/16

Рома
- УЕФА Лига конференције (1): 2021/22

- УЕФА Лига Европе: друго место 2022/23

### Репрезентација
Италија
- Европско првенство (1): 2020.
- УЕФА Лига нација: треће место 2020/21, 2022/23

### Индивидуално
- Турнир у Вијаређу - Златни дечко: 2013.